# Harald Kohr
Harald Kohr (Treviri, 14 marzo 1962) è un ex calciatore tedesco, di ruolo attaccante.

## Palmarès
Campionato svizzero: 1 
Grasshoppers: 1989-1990
 Coppa Svizzera: 1 
Grasshoppers: 1989-1990